# 김영조 (희극인)
김영조(1981년 12월 21일 ~ )는 대한민국의 희극 배우이다.

## 출연작

### 방송
- 개그사냥 (KBS2)
- 웃찾사 (SBS)